# (73184) 2002 JN
(73184) 2002 JN – planetoida z pasa głównego asteroid okrążająca Słońce w ciągu 5,22 lat w średniej odległości 3,01 j.a. Odkryta 3 maja 2002 roku.